# Paso Cardenal Samoré

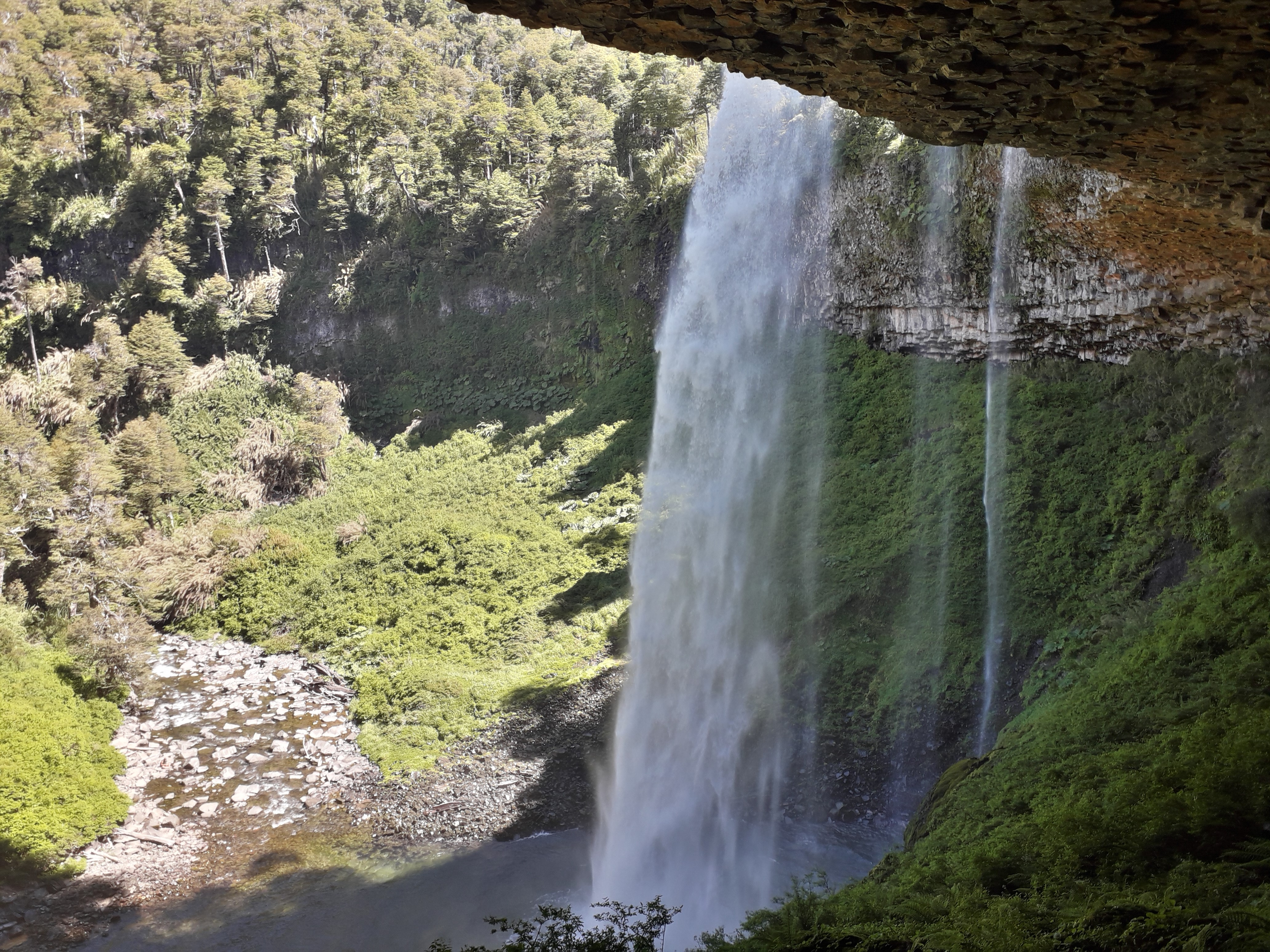
Una de las bellezas naturales próximas al paso fronterizo, dentro del territorio argentino

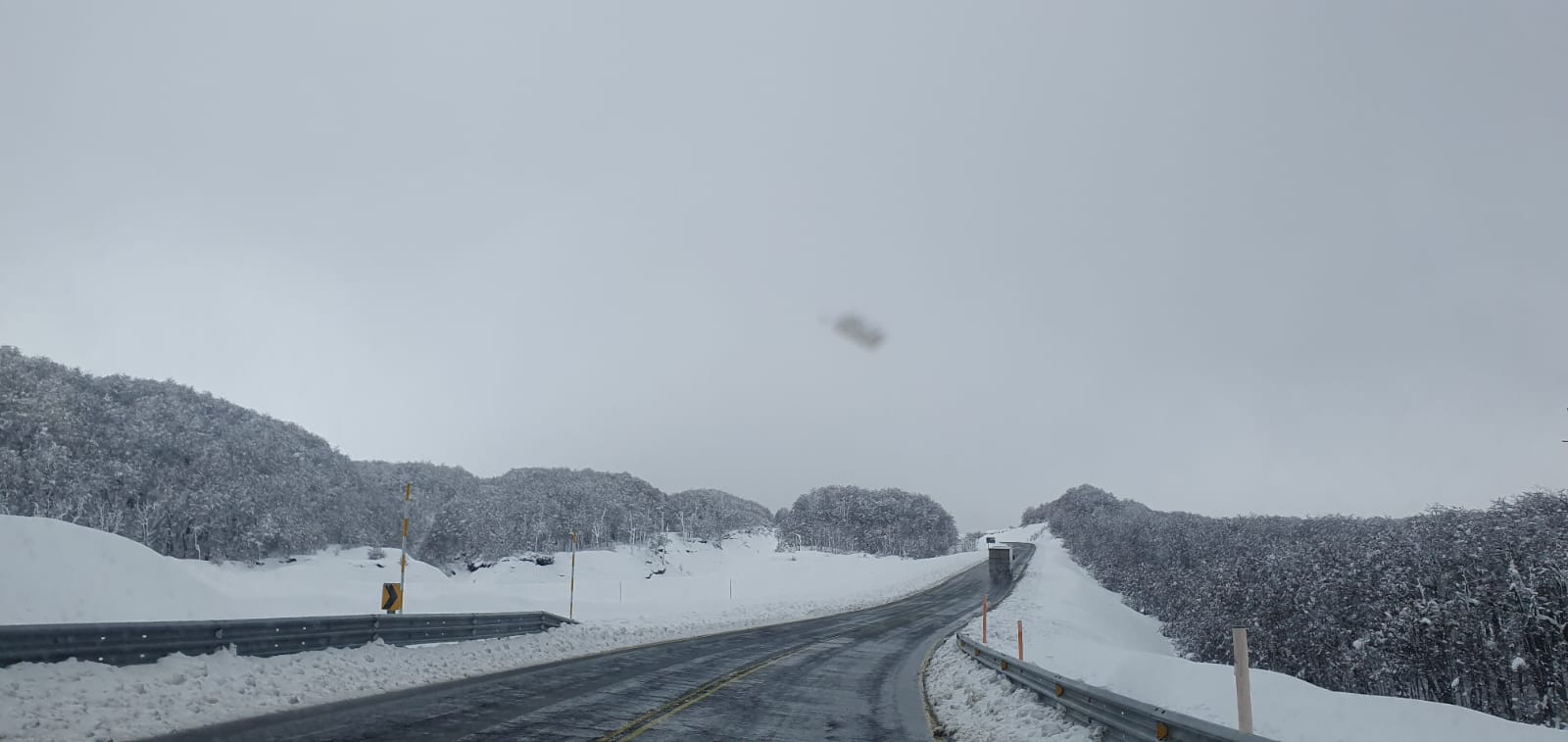
Paso Cardenal Samore en otoño (abril). Villa La Angostura.

El Paso Fronterizo Internacional Cardenal Antonio Samoré es un puerto de montaña a través de la cordillera de los Andes, atravesando la frontera entre Chile y Argentina, y es uno de los principales pasos de los Andes sureños. Conocido popularmente en Chile como  "Puyehue" o "Pajaritos" y en Argentina como "El Rincón". El paso está rodeado por espectaculares paisajes, en donde se observan tupidos bosques, lagos, volcanes, ríos, cascadas y una variada y exclusiva fauna. Cruzan unas 4500 personas por día entre ambos países. Además se lo conoce como uno de los mejores pasos fronterizos hasta la fecha. 

## Geografía y medio ambiente
- Altitud: 1305 metros.
- Temperatura máxima: 25 °C.
- Temperatura mínima: -8 °C
- Precipitaciones: Principalmente entre mayo y septiembre.

## Descripción

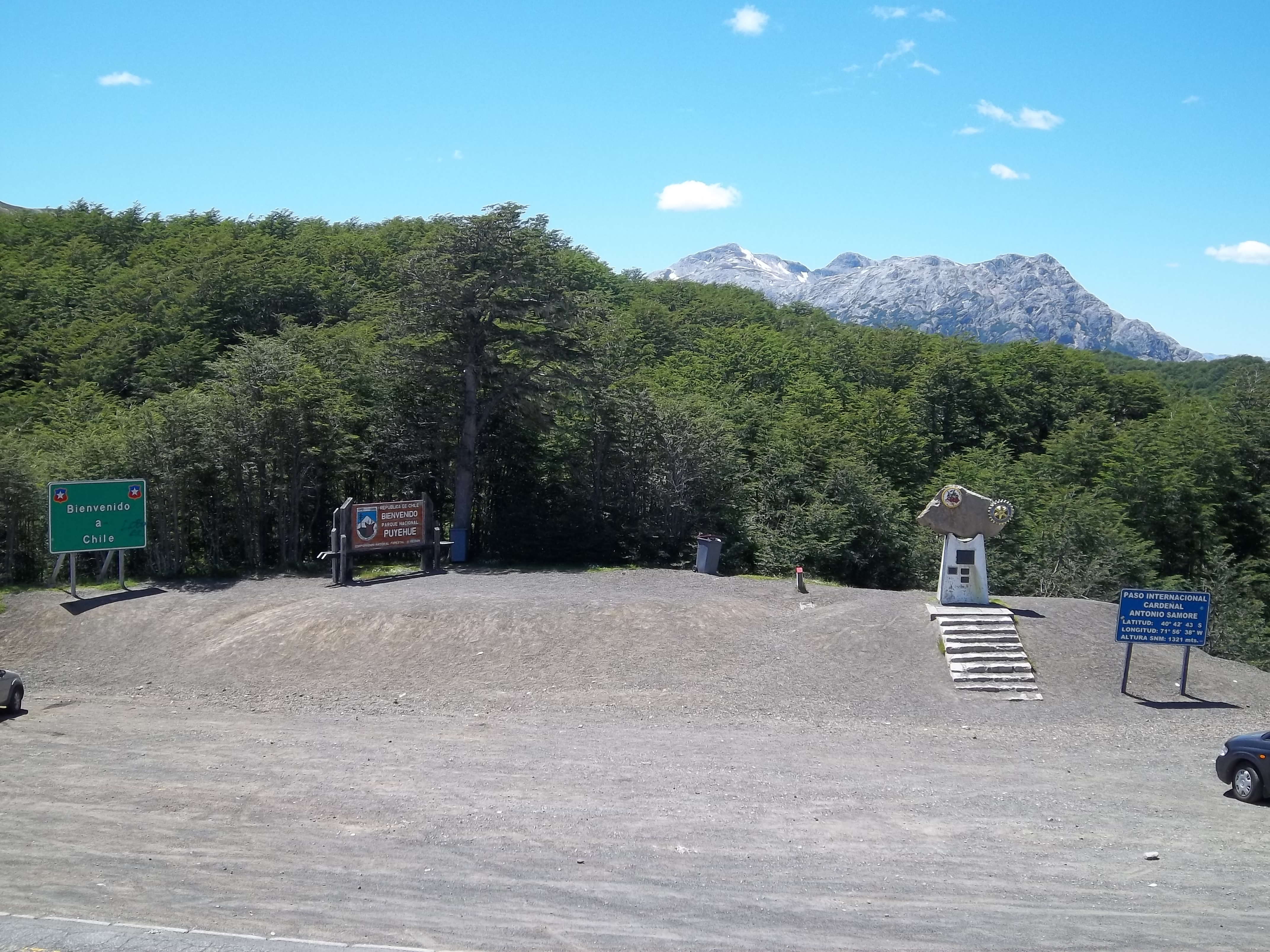
Vista de la frontera.

Este Paso Fronterizo une la Ruta Nacional 231 de Argentina con la Ruta Osorno-Puyehue-Argentina de Chile. Las localidades adyacentes son Villa La Angostura y San Carlos de Bariloche en Argentina y Entre Lagos y Osorno en Chile. Este paso está controlado en el lado chileno por el Servicio Nacional de Aduanas, la Policía de Investigaciones de Chile (PDI) y por el Servicio Agrícola y Ganadero así como en el lado argentino por Aduana Argentina (AFIP), el Servicio Nacional de Sanidad y Calidad Agroalimentaria (Senasa), la Dirección Nacional de Migraciones y Gendarmería Nacional Argentina. Forma parte de los 14 centros de fronteras creados por la presidencia argentina y está a cargo en la actualidad por el ministerio del interior, obras públicas y vivienda a través de un coordinador designado.
Junto con el Paso Fronterizo Cristo Redentor o Los Libertadores, es uno de los más conocidos y usados entre Chile y Argentina, y uno de los pocos asfaltados de la región. Cabe señalar que en época estival se han calculado hasta unas siete mil personas en un día realizando los trámites migratorios entre ambos países.

## Toponimia
Originalmente llamado Paso Puyehue, llamado así por el lago homónimo, en territorio chileno, cuyo nombre se debería a la abundancia de un pececillo, el puye, que abunda en sus aguas (en mapudungun: Lugar donde hay puye).
En Chile se lo conoció también como paso Errázuriz o simplemente Pajaritos, pero el nombre más común fue Puyehue.
Fue renombrado a Cardenal Antonio Samoré, quien fue mediador en el conflicto del Beagle entre las dictaduras militares de Argentina y de Chile, en la Navidad de 1978.